# Zoey
ZOEY（ゾーイ 1984年1月21日 - ）は、日本の女性歌手。兵庫県芦屋市出身、血液型はO型。

## プロフィール
- 幼い頃から歌う事を感情表現の一つとしていた彼女は、高校に入った頃にはクラブイベントで歌う様になり、16歳(2000年ごろ)の時に現在の所属事務所である(株)アンダーカバーのオーディションで見いだされる。
- その後本格的なデビューに向け現地のミュージックシーンを身につける為、2002年春・夏と2度にわたりロンドンに4ヶ月滞在。ラッセル・マクナマラ（ex.ジャミロクワイ）、マイケル・ランドウ、リチャード・ベイリーら海外のクリエイタ―を迎えてレコーディングを行う。
- 2002年夏、海外でのデビュー曲となった「You Make Me Feel」Remix(12"vinyl)が、ロンドンのクラブチャート3位を記録。更に続き、2003年1月には「イヤな奴」Remix (12"vinyl)も同チャートで2位を記録。ロンドンのクラブシーンで話題になる。これがきっかけとなり2003年にはコロムビアミュージックエンタテインメントからメジャーデビュー。
- 2003年9月3日、「Venus as a Boy」をビョーク本人の許諾を得て、日本でデビューシングルとしてリリース。
- 2003年10月、地元大阪梅田のHEP HALLでデビューライヴを行い、その圧倒的なパフォーマンスが高い評価を得る。
- 2003年11月5日、ラッセル・マクナマラとの共作楽曲「Fake Smile」リリース。この曲では各地のパワープレイを獲得。ファーストアルバム「Zoey」は国内外のクリエイタ―達とともに作り上げ、日本発のワールドワイドな作品をリリースし、話題になる。
- 2004年には、ジャネット・ジャクソン、マライア・キャリー、日本では宇多田ヒカルなどのプロデュースで知られる世界的クリエイター"ジャム＆ルイス"（ Jimmy Jam and Terry Lewis）（86年グラミー賞受賞）からのオファーで、彼らが手掛けた「Soakin Wet」をシングルリリース。この後、グウェン・ステファニー（Gwen Stefani）の1stアルバムにもコーラスで参加している。
- 2005年春には本名のYUKOに改名し、Zoeyとのダブルネームで日本に止まらずワールドワイドにフリーとして活躍の場を広げている。
- 2006年秋、「イヤな奴」がモトクロス映画 「スーパークロス」（日活）のイメージソングに抜擢され、映画公開と同時に限定版ワンコインシングルとして発売。
- 2006年10月より、MUSIC UP's（全国15万部発行のフリーマガジン）の全面バックアップにより、連載をスタートし、同時にbayfmや全国30局のコミュニティ放送およびNORTH WAVE（北海道）、CROSS FM（福岡）でのMUSIC UP's連動番組のコーナーパーソナリティを務める。
- 2006年11月22日には、クリスティーナ・アギレラを発掘し、宇多田ヒカルの制作チームでもあるプロデューサー"マーティン・マイケル"と共に造り上げた2ndアルバムをリリース。R&Bシーンの天才クリエイター"ジャム＆ルイス"（Jimmy Jam and Terry Lewis）（前述）プロデュースの「Soakin' Wet」、映画「スーパークロス」イメージ・ソングの「イヤな奴」、究極のバラード「恋人未満」など全12曲を収録。
- 「恋人未満」のPVには萩原聖人が恋人役で共演している。

## ディスコグラフィ

### シングル
1. 1st「Venus as a Boy」（2003年9月）（COCA-15503）
2. 2nd「Fake Smile」（2003年11月）（COCA-15588）
3. 3rd「Soakin Wet」（2004年6月）（COCA-15675）
4. 4th「イヤな奴」（2006年9月30日）（HIOWC-1029）

### アルバム
1. 1st アルバム「Zoey」（2004年1月7日）（COCA-32507）
2. 2nd アルバム「Acre Lane」（2006年11月22日）（OWCR-2030）